# Autobahnkreuz Bad Oeynhausen
Das Autobahnkreuz Bad Oeynhausen (Abkürzung: AK Bad Oeynhausen; Kurzform: Kreuz Bad Oeynhausen) ist ein Autobahnkreuz in Ostwestfalen. Es verbindet die Bundesautobahn 2 (Oberhausen – Hannover – Berlin) mit der Bundesautobahn 30 (Amsterdam – Bad Oeynhausen), die zur Bundesstraße 514 wird.

## Geographie
Das Kreuz liegt auf dem Stadtgebiet von Bad Oeynhausen im Kreis Minden-Lübbecke. Nächstgelegener Stadtteil ist Rehme, mit den Ortsteilen Hüffe, Babbenhausen und Oberbecksen, alle zu Bad Oeynhausen gehörig. Die umliegenden Städte und Gemeinden sind Porta Westfalica und Vlotho. Es befindet sich etwa 55 km östlich von Osnabrück, etwa 65 km westlich von Hannover und etwa 30 km nordöstlich von Bielefeld.
Nahegelegen verlaufen die Naturparks TERRA.vita und Weserbergland Schaumburg-Hameln.
Es befindet sich unweit der Weser, im Bereich zwischen den Ausläufern von Wiehengebirge und Weserbergland.
Das Autobahnkreuz Bad Oeynhausen trägt auf der A 2 die Anschlussstellennummer 32, auf der A 30 die Nummer 35.

## Geschichte
Das Kreuz wurde 1979 fertiggestellt und ersetzte die alte Anschlussstelle Bad Oeynhausen an der Vlothoer Straße, die weiter östlich lag. Die A 30 geht südlich des Kreuzes in Richtung Vlotho in die Bundesstraße 514 über, die als Umgehungsstraße um die Stadt Vlotho in den 1980er Jahren ausgebaut wurde.

## Bauform und Ausbauzustand
Die A 2 ist sowohl in Richtung Dortmund, als auch in Richtung Hannover mit dreispurigen Richtungsfahrbahnen ausgebaut. Die A 30 ist zweispurig ausgebaut, die B 514 bleibt nach Verlassen des Kreuzungsbereiches noch etwa 1 km vierspurig, bevor diese wieder zweistreifig wird. Die indirekten Verbindungsrampen sind einspurig, die direkten, abgesehen von der im Nordost-Quadranten (einspurig), sind zweispurig ausgeführt.
Das Kreuz wurde als angepasstes Kleeblatt angelegt, wobei die beiden Richtungsfahrbahnen der A 2 hier etwa 100 Meter auseinanderliegen und die A 30 auf getrennten Brückenbauwerken überqueren. Auf der unteren Geländeterrasse befinden sich innerhalb des Kreuzes einige Gebäude, unter anderem das einer Spedition, sowie ein Offroad-Park.

## Verkehrsaufkommen
Das Kreuz wird täglich von rund 100.000 Fahrzeugen befahren.
| Von               | Nach                      | Durchschnittliche tägliche Verkehrsstärke | Durchschnittliche tägliche Verkehrsstärke | Durchschnittliche tägliche Verkehrsstärke | Anteil Schwerlastverkehr | Anteil Schwerlastverkehr | Anteil Schwerlastverkehr |
| Von               | Nach                      | 2005                                      | 2010                                      | 2015                                      | 2005                     | 2010                     | 2015                     |
| ----------------- | ------------------------- | ----------------------------------------- | ----------------------------------------- | ----------------------------------------- | ------------------------ | ------------------------ | ------------------------ |
| AS Exter (A 2)    | AK Bad Oeynhausen         | 64.400                                    | 62.700                                    | 69.400                                    | 20,4 %                   | 19,7 %                   | 19,8 %                   |
| AK Bad Oeynhausen | AS Porta Westfalica (A 2) | 84.200                                    | 87.400                                    | 94.600                                    | 22,2 %                   | 22,3 %                   | 21,7 %                   |
| AS Rehme (A 30)   | AK Bad Oeynhausen         | 34.000                                    | 30.200                                    | 28.700                                    | 21,3 %                   | 21,8 %                   | 21,0 %                   |
| AK Bad Oeynhausen | Autobahnende (B 514)      | 04.800                                    | 06.900                                    | 08.000                                    | 07,4 %                   | 05,5 %                   | 07,0 %                   |

## Filme
- Autobahn, Dokumentarfilm über die Verkehrssituation in Bad Oeynhausen und die Bau der Nordumgehung, 2019, 85 Min., Buch und Regie: Daniel Abma, Premiere: DOK Leipzig 2019,  www.autobahn-film.de